# Festung Spandau

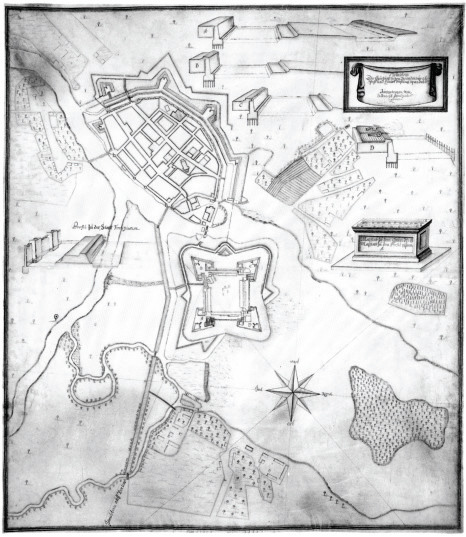
Festung Spandau, um 1685

Die Festung Spandau war eine preußische Befestigung, die im 19. Jahrhundert zum Schutz der damals eigenständigen Stadt Spandau und der dort ansässigen Rüstungsindustrie errichtet wurde. Ihre Entwicklung begann während der französischen Besatzung in den Napoleonischen Kriegen und endete mit Aufgabe des Festungsstatus im Jahr 1903. Die mittelalterliche Stadtmauer und die im 16. Jahrhundert erbaute Zitadelle Spandau waren in die Festung Spandau mit einbezogen. Die Entwicklung Spandaus war durch den Festungsstatus und die Nutzung großer Flächen durch den Militärfiskus bis 1903 stark eingeschränkt. Neben der Zitadelle und dem teilweise gesprengten Fort Hahneberg sind nur noch wenige Reste erhalten geblieben. Sofern der Begriff Festung Spandau im Zusammenhang mit der Geschichte des 16.–18. Jahrhunderts benutzt wird, ist die Zitadelle Spandau gemeint.

## Vorgeschichte

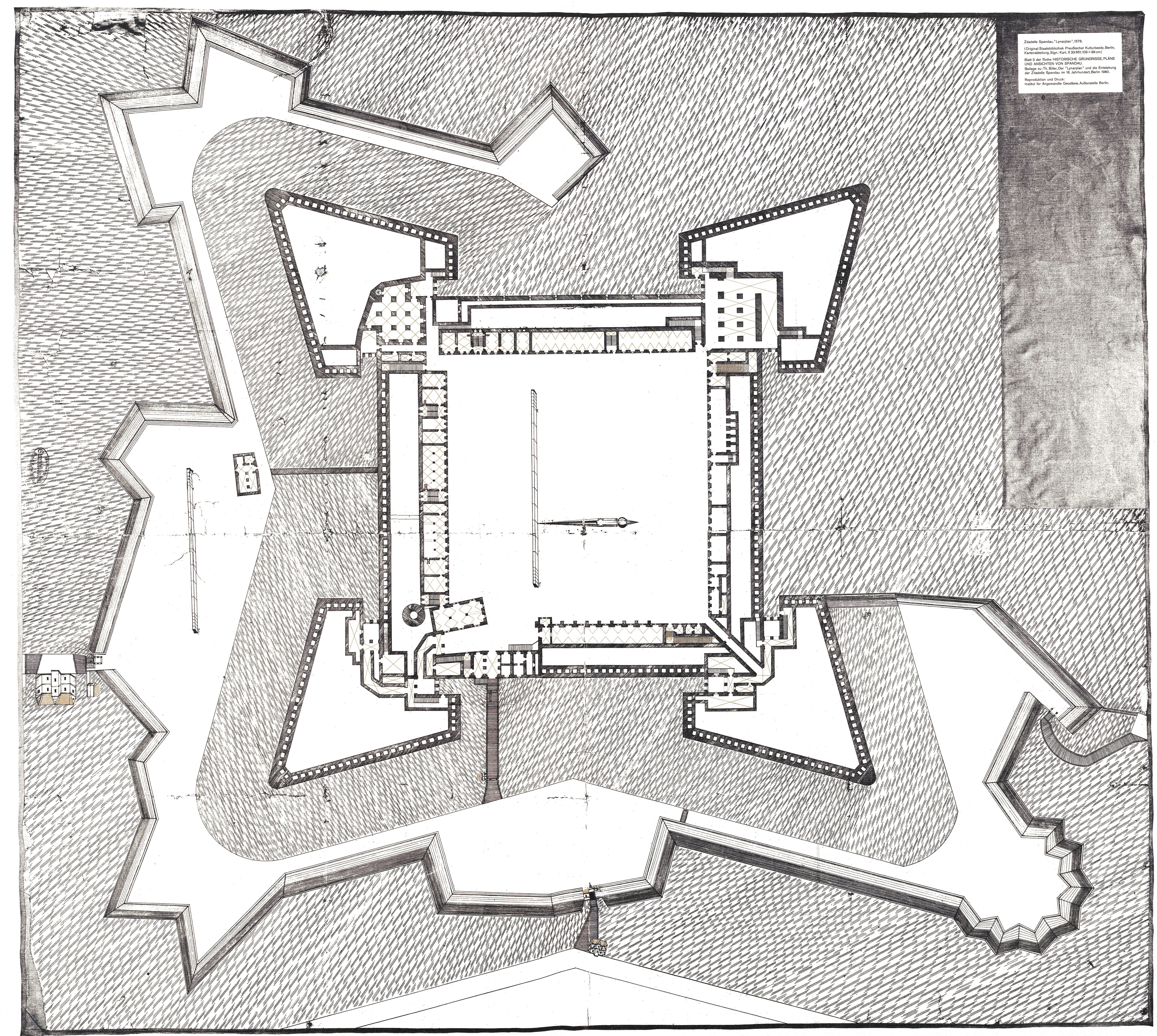
Lynarplan der Zitadelle Spandau, 1578

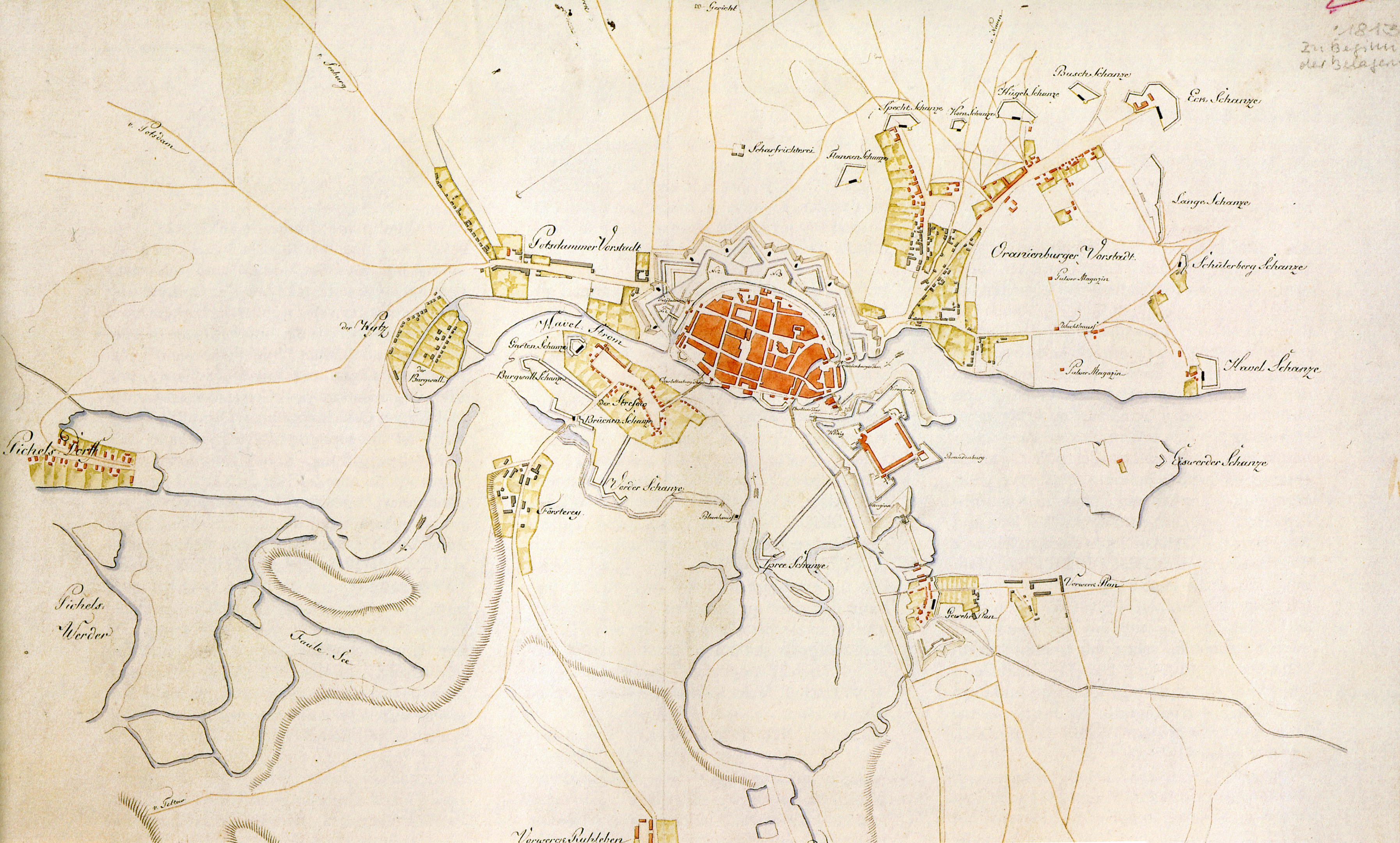
Situationsplan, 1812

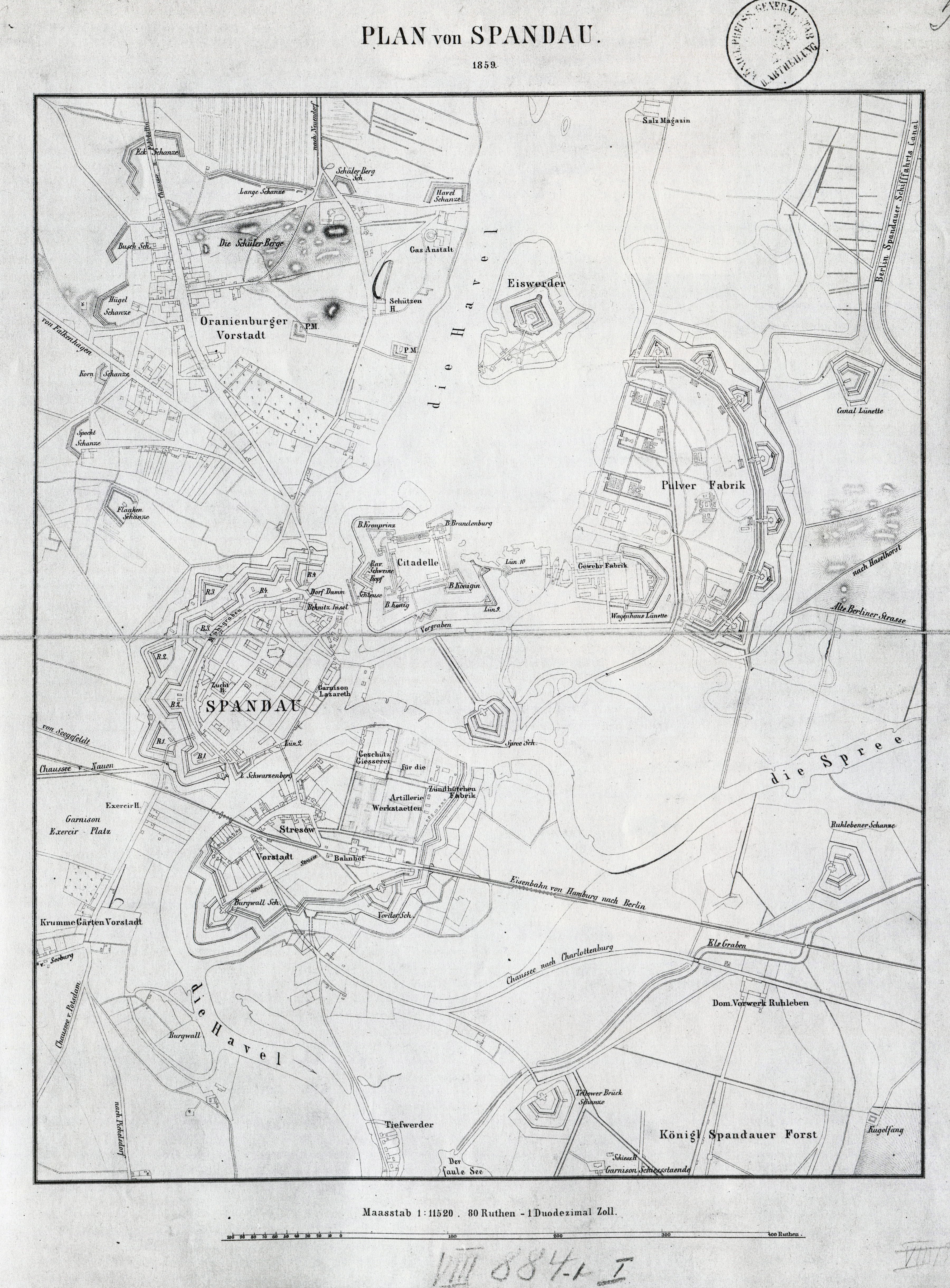
Plan von Spandau, 1859

### Mittelalter
Die Ursprünge Spandaus sind auf eine slawische Siedlung zurückzuführen, die am Zusammenfluss von Havel und Spree angelegt war. Aus dieser unbefestigten Anlage entstand bis zum Ende des 10. Jahrhunderts eine befestigte Burganlage, deren slawischer Name nicht überliefert ist und die in der Forschung deshalb als Spandauer Burgwall bezeichnet wird. Die Besiedlung griff schon bald auf das nahegelegene Ufer über, wobei man über eine hölzerne Brücke auf die Insel gelangte. Die Siedlung wurde im 12. Jahrhundert aufgegeben. Die Bevölkerung siedelte in dieser Zeit in das nahegelegene und neu gegründete Spandau über.
Die älteste Stadtbefestigung Spandaus aus dem 13. Jahrhundert bestand aus einem Holz-Erde-Wall und umfasste in etwa das Gebiet zwischen Mönchstraße, Havelufer, Mauerstraße und Viktoriaufer. Der Bau der steinernen Stadtmauer begann im 14. Jahrhundert. Die Mauer umschloss das Gebiet der heutigen Altstadt. Sie bestand aus einem Feldsteinsockel mit darüber gemauerter zinnenbekrönter Ziegelmauer, die bis zu einer Höhe von sechs Meter reichte. Auf der Havelseite gab es vier runde Türme, die Türen in der Stadtmauer sicherten. Die Mauer auf der Westseite wurde regelmäßig durch rechteckige Wiekhäuser verstärkt. Die Stadtmauer am Mühlengraben wurde erst nach 1880 abgerissen. Erhalten sind nur zwei kurze Abschnitte am Viktoriaufer und am Hohen Steinweg.
An der Stelle der heutigen Zitadelle Spandau befanden sich bereits seit dem frühen Mittelalter ihre Vorgängerbauten, um den Havelübergang zu sichern. Diese Bauwerke waren wesentlich kleiner als die Zitadelle und befanden sich unter ihrem südwestlichen Hofbereich. Fundamentreste einer Holz-Erde-Mauer von einer slawischen Befestigungsanlage aus der Zeit um 1050 wurden unter der Westkurtine ausgegraben. Der Juliusturm entstand Anfang des 13. Jahrhunderts und diente als Bergfried. Daneben steht der aus dem 14. Jahrhundert stammende Palas. Ebenfalls unter der Westkurtine liegen die aus dem 15. Jahrhundert stammende ausgegrabenen Steinfundamente der Burgmauer.

### Bau der Zitadelle (1557–1584)
Bis um 1560 wuchs Spandau als normale Stadt weiter, bis Kurfürst Joachim II. anordnete, die Burg durch eine Landesfestung zu ersetzen. Der gerufene Baumeister Rochus zu Lynar baute die Zitadelle. 1557 wurde mit den Vorarbeiten zum Zitadellenbau begonnen. Der eigentliche Baubeginn und der Armierungsentwurf fanden im Jahr 1560 statt. Die symmetrisch aufgebaute Festung hat vier Bastionen, die durch Kurtinen verbunden sind. Die Kantenlänge des Kurtinen-Vierecks beträgt 208 m × 195 m. Sie ist vollständig von einem Wassergraben umgeben. 1580 erfolgte die erste Belegung mit Mannschaften 1594 wurde der Festungsbau vollendet.

### Ausbau der Stadtumwallung (1600–1790)
Die Befestigung der Stadt wurde in der ersten Hälfte des 17. Jahrhunderts verstärkt. Auf der Westseite wurden außerhalb des Mühlengrabens ein Wall mit drei Bastionen, einer Halbbastion sowie ein Wassergraben angelegt. Die alte Stadtmauer blieb dabei stehen. Die Vorstadt auf dem Stresow am anderen Havelufer besaß zu diesem Zeitpunkt keine Befestigung.
Im Jahr 1691 explodierte in der Zitadelle das Pulvermagazin der Bastion Kronprinz und zerstörte die Bastion erheblich. Die Bastion wurde in den folgenden Jahren wieder aufgebaut. 1704 entstand der Ravelin Schweinekopf vor der Westkurtine der Zitadelle.
Mit der Gründung der Königlichen Preußischen Gewehrfabrique im Jahr 1722 auf Befehl von König Friedrich Wilhelm I. entwickelte sich Spandau zu einem der wichtigsten Standorte für Rüstungsproduktionen in Preußen. Dies hatte die nächsten 200 Jahre erhebliche Auswirkungen auf die Entwicklung der Stadt und der Festung. Als Standort einer Waffenfabrik kam nur ein militärisch gesicherter Platz in Frage, der zudem über Wasser leicht erreichbar sein musste, da die schlechten Straßen keinen schnellen und bequemen Transportweg darstellten. Die Gewehrfabrik wurde östlich der Zitadelle errichtet. Neben Spandau gab es bis 1852 einen zweiten Produktionsstandort in Potsdam.
Zwei Pulvermagazine entstanden nach 1750 zwischen Oranienburger Vorstadt und Havel auf Höhe der heutigen Lynarstraße, um die Gefahr durch eine Pulverexplosion innerhalb der Stadtmauer zu beseitigen. Das westliche Magazin wurde erst nach dem Zweiten Weltkrieg abgerissen.

## Ausbau zur Festungsstadt

### Während der Napoleonischen Kriege (1800–1814)
In der Zeit der Napoleonischen Kriege gab es zwei militärische Auseinandersetzungen in Spandau. Vom 24. zum 25. Oktober 1806 wurde die Zitadelle von den Franzosen belagert, was die Preußen zur Kapitulation bewegte. In den Befreiungskriegen wurde im März 1813 das von Franzosen besetzte Spandau von russischen Truppen belagert. Preußische Truppen lösten die Russen ab und begannen mit dem Beschuss von Spandau und der Zitadelle Spandau. Durch einen Artillerietreffer der Preußen explodierte das Pulvermagazin auf der Bastion Königin. Am 26. April 1813 übergab die Besatzung die Festung gegen freien Abzug an Preußen.
In der Zeit der französischen Besatzung wurden die Befestigungen um die Stadt ausgebaut. Die Wallanlagen der Stadt erhielten vier zusätzliche Ravelins. Vor den Wällen lag das Glacis. Um die Oranienburger Vorstadt, die außerhalb der Wälle lag, wurden neun Erdschanzen errichtet (von Süden nach Norden: Flankenschanze, Spechtschanze, Kornschanze, Hügelschanze, Buschschanze, Eckschanze, Lange Schanze, Schülerberg und Havelschanze). Eine verbindende Wallanlage war nicht vorhanden. Eine weitere Schanze wurde auf der Insel Eiswerder errichtet. Östlich der Gewehrfabrik entstand ein Hornwerk und südlich der Zitadelle die Spreeschanze. Um den Stresow zu schützen, wurden hier vier Schanzen errichtet (von Süden nach Norden: Gartenschanze, Burgwallschanze, Brückenschanze und Vorderschanze).

### Ausbau der Festung 1814–1872
Bis zur Mitte des 19. Jahrhunderts steigerte sich die Bedeutung Spandaus als Rüstungsstandort erheblich. Es entstanden zwischen 1829 und 1868 im heutigen Haselhorst die Königliche Pulverfabrik und eine Gasanstalt, auf Eiswerder die Feuerwerkslaboratorien, in Stresow die Geschützgießerei, die Artilleriewerkstatt und die Zündhütchenfabrik. Außerdem wurde der zweite Standort der Gewehrfabrik in Potsdam geschlossen und nach Spandau verlegt.
Gleichzeitig wurden die Festungsanlagen erheblich erweitert. Die neuen Anlagen wurden nach der „Neuen Preußischen Festungsmanier“ errichtet. Die Bastion Königin wurde von 1832 bis 1842 wiederhergestellt. In derselben Zeit wurde das Retranchement um die Pulvermühle mit sieben Bastionen errichtet. Zwischen 1841 und 1859 wurde die Befestigung um die Altstadt völlig erneuert, aus dieser Bauphase stammt auch der heute noch vorhandene Batardeau. 1855–1856 erfolgte der Ausbau der Stresowbefestigung. Dabei wurden die Burgwall- und Vorderschanze ausgebaut und mit einem Reduit aus Ziegelsteinen ausgestattet. 1856 war die Kanallünette am Bogen des Berlin-Spandauer Schifffahrtskanals fertiggestellt. 1855–1866 wurden am Elsgraben die Teltower und Ruhlebener Schanze als Außenwerke errichtet und die Spreeschanze umgebaut.
Die Konzentration der Rüstungsproduktion und die Stadtbefestigung hatten für Spandau erhebliche Auswirkungen. Die staatlichen Betriebe zahlten keine Steuern. Durch die Festung dürften weite Flächen vor den Wällen durch die gültigen Rayongesetze bis zu einer Entfernung von über 1300 Metern nicht bebaut werden. Viele der Arbeiter, die in Spandau eine Unterkunft benötigten, waren schlecht bezahlt. Damit gab es für die Stadt nur geringe Steuereinnahmen. Gleichzeitig mussten die Kosten für die Infrastruktur einer wachsenden Bevölkerung getragen werden. Weitere Flächen der Stadt wurden für Kasernen benötigt. So entstand zwischen 1860 und 1862 die Stresow-Kaserne I in der Grenadierstraße 13–16. Außerhalb der Stadt lag zwischen Tiefwerder und Ruhleben die Königliche Militär-Schießschule Spandau mit ihren Schießständen.

### Ausbau der Festung 1873–1903
Mit dem Reichsfestungsgesetz vom 30. Mai 1873 wurde der Festungsstatus von Spandau fortgeführt und für den zeitgemäßen Ausbau Mittel bereitgestellt. Das Geld stammt aus den aus französischen Kontributionszahlungen an das Deutsche Reich nach Beendigung des Deutsch-Französischen Krieges. Um das Stadtgebiet vergrößern zu können, wurden neue Wälle mit davorliegendem Wassergraben um die Oranienburger Vorstadt errichtet. Sie verliefen auf dem Gebiet, das heute zwischen dem Hohenzollern- und dem Askanierring liegt. Die alten Wälle um die Stadt, die mittelalterliche Stadtmauer sowie die alten Erdschanzen wurden nach Fertigstellung der neuen Festungslinie abgerissen.
Die Reichweite der Artillerie wurde durch neue Fertigungsmethoden immer größer. Daher plante man um Spandau herum die Errichtung von vier Außenforts im Abstand von drei bis vier Kilometern. 1882 wurde aber mit dem Bau des Fort Hahneberg in Staaken begonnen. Bereits während der sechsjährigen Bauarbeiten musste das Fort verstärkt werden, da die Entwicklung der Brisanzgranate diese Art von Befestigung inzwischen unwirksam gemacht hatte. Auf den Bau der drei anderen Forts wurde dann verzichtet.
In dem erheblich erweiterten Stadtgebiet entstanden neben Wohnhäusern auch militärische Einrichtungen, wie die Schülerbergkaserne (um 1880), Garnisonbäckerei und Garnisonwaschanstalt (um 1880), Bekleidungsamt des III. Armeekorps, (um 1888), das Garnisonlazarett in der Lynarstraße (1880–1883) und die Artilleriewagenhäuser in der Neuen Bergstraße (um 1875–1880). Dorthin wurde 1890 eine Anschlussbahn gebaut, die von der Berlin–Hamburger Bahn in Höhe der Galenstraße abzweigte und entlang der Wallanlagen führte. Ein Abzweig zum Haveltor ermöglichte Pulvertransporte, die dann von einer Ladestelle an der Havel mit Schiffen zu dem großen Pulvermagazin in Hohen Neuendorf gebracht werden konnten. 1907 wurde die Anschlussbahn stillgelegt und die Artilleriewagenhäuser an die 1908 eröffnete Bötzowbahn über den Bahnhof Johannesstift angeschlossen.
Die Rüstungsbetriebe wurden weiter ausgebaut. Es entstanden eine Patronenfabrik am Zitadellenweg (ab 1883), eine Munitionsfabrik, ebenfalls am Zitadellenweg (ab 1890), und auf dem Salzhof eine chemische Fabrik (ab 1890) für die zur Pulverherstellung benötigten Säure. Für den Anschluss aller Fabriken auf dem östlichen Havelufer wurde 1892 die Militäreisenbahn Spandau gebaut. Sie zweigte östlich vom damaligen Spandauer Bahnhof an der Berlin–Hamburger Bahn ab, überquerte die Spree und führte über Zitadellenweg und Daumstraße bis zum Salzhof mit einem Abzweig zur Insel Eiswerder. Sie wurde noch bis in die 1990er Jahre befahren, allerdings wurde sie wegen der 1945 zerstörten Spreebrücke an die Siemens-Güterbahn angeschlossen.
Auch außerhalb der Festung wurden neue Gebäude errichtet, wie die Armee-Konservenfabrik an der Gartenfelder Straße, der Pionier-Landübungsplatz am Ende der Pionierstraße, der Pionier-Wasserübungsplatz an der Mertensstraße, die Festungshaftanstalt (ab 1878) in der Wilhelmstraße. Direkt daneben entstand die Train-Kaserne (1885–1886).
Am 27. Januar 1903 wurde die Befestigung von Spandau mit Ausschluss der Zitadelle und des Fort Hahneberg aufgelassen.

## Nach Aufhebung des Festungsstatus

### Abriss und Nachnutzung
Einige Bereiche der Festung wurden aber bereits vorher abgerissen, beispielsweise die drei nördlichen Lünetten am Grützmachergraben, die vermutlich für eine Erweiterung der Rüstungsbetriebe benötigt wurden. Ab 1908 begannen die Abrissarbeiten an der Wallanlage der Neustadt. Der Abriss der Stresowbefestigung begann mit der Höherlegung der Spandauer Bahnanlagen ab 1910 und wurde erst nach Ende des Ersten Weltkriegs im Rahmen von Notstandsarbeit vollendet. Die Kanallünette verschwand beim Bau der Reichsforschungssiedlung Haselhorst Anfang der 1930er Jahre. Die beiden südlichen Lünetten am Grützmachergraben wurden erst am Ende der 1950er Jahre planiert. Die Ruhlebener Schanze wurde in den 1970er Jahren für eine Erweiterung des Klärwerks Ruhleben niedergerissen.
Die Kapazitäten der Rüstungsindustrie wurden im Ersten Weltkrieg erheblich erweitert. Nach dem Ende des Krieges musste die Produktion eingestellt werden und die Fabrikanlagen wurden für zivile Industrie umgebaut. Noch heute befindet sich hier ein großes Gewerbegebiet.

### Noch vorhandene Festungsanlagen
| Denkmalliste | Lage                                            | Offizielle Bezeichnung                   | Beschreibung | Bild |
| ------------ | ----------------------------------------------- | ---------------------------------------- | --- | ---- |
| 09085827     | Spandau, Viktoria-Ufer Jüdenstraße (Lage)       | Alte Stadtmauer                          | 1. Hälfte 14. Jh. Nur der untere Bereich der Mauer ist im Original erhalten. Das Dach und der anschließende Rundturm sind Anbauten aus den 1920er Jahren. |      |
| 09085611     | Spandau, Hoher Steinweg (Flurstück 178) (Lage)  | Stadtmauer mit Wiekhausrest.             | 1. Hälfte 14. Jh. |      |
| 09085439     | Haselhorst, Am Juliusturm (Lage)                | Zitadelle Spandau                        | Zitadelle mit Bastionen (ab 1560), Kurtinen, Ravelin, Torbau (nach 1578 und 1839), Glacis mit Freiflächen, 1557–1597 von C. Römer, Francesco Chiaramella de Gandino, Rochus zu Lynar; Magazin der Ostkurtine, 16.–17. Jh.; Kaserne der Nordkurtine, 1860–1861, 1959 verändert; Zeughaus der Südkurtine, 1857 von Carl Ferdinand Busse; Offiziantenhaus, 1886–1888; Nordbau, 1860–1861; Exerzierschuppen, um 1890 |      |
| 09085439     | Haselhorst, Am Juliusturm (Lage)                | Juliusturm und Palas                     | Juliusturm um 1200, Zinnenkranz 1838 von Karl Friedrich Schinkel erneuert; Palas um 1521–1523 |      |
| 09085439     | Haselhorst, Am Juliusturm (Lage)                | Vorgänger der Zitadelle Spandau          | Fundamentreste einer Holz-Erde-Mauer (um 1050) sowie Steinfundamente der Burgmauer (15. Jahrhundert.). |      |
| 09085812     | Spandau, Stabholzgarten Am Wall (Lage)          | Batardeau                                | 1841–1847 |      |
| 09085585     | Haselhorst, Grützmachergraben (Lage)            | Teil des Retranchements der Pulverfabrik | 1832–1837 |      |
| 09085768     | Spandau, Ruhlebener Straße 5 (Lage)             | Reduit der Burgwall-Schanze              | Die Burgwallschanze wurde 1855–1862 zum Schutz der Rüstungsindustrie auf dem Stresow erbaut und 1903 wieder entfestigt. Das Reduit ist heute noch erhalten geblieben. In den 1920er Jahren erfolgte ein Umbau zur Fritz-Haak-Kaffee-Großrösterei. Heute wird in dem Gebäude eine private Kultureinrichtung betrieben.                                                                                            |      |
| 09085596     | Wilhelmstadt, Havelchaussee Elsgrabenweg (Lage) | Teltower Schanze                         | Schanze mit Hohltraverse und Graben, 1866 fertiggestellt. Erhalten sind nur noch ein Drittel der Wälle. Das Reduit wurde abgerissen. |      |
| 09085593     | Staaken, Hahnebergweg (Lage)                    | Fort Hahneberg, Befestigungsanlage       | Das Fort wurde von 1882 bis 1886 als Vorfeste angelegt. Mit dieser Feste sollte die Zitadelle Spandau verteidigt werden. Im Zweiten Weltkrieg war das Fort eine Flakstellung. Das Fort wird heute museal genutzt. |      |
|              | Hakenfelde, Havelschanze (Lage)                 | Wassergraben der Neustadtbefestigung     | Der Wassergraben zwischen der Bastion VIII und IX wurde nicht zugeschüttet, sondern nach 1908 als Nordhafen Spandau genutzt. Die Uferlinie ist nach wie vor in der alten Form erhalten. |      |
|              | Wilhelmstadt, Pichelsdorfer Straße 89 Lage      | Wohnhaus                                 | Wohnhaus in Fachwerkbauweise im ehemaligen zweiten Rayonbezirk |      |

### Noch vorhandene Gebäude des Militärs
In dieser Liste sind nur Bauwerke enthalten, die bis 1903 errichtet worden sind.
| Denkmalliste | Lage                                                               | Offizielle Bezeichnung                                      | Beschreibung | Bild |
| ------------ | ------------------------------------------------------------------ | ----------------------------------------------------------- | --- | ---- |
| 09085690     | Spandau, Neue Bergstraße 7–11 (Lage)                               | Artilleriewagenhäuser                                       | |      |
| 09085690     | Spandau, Askanierring (Lage)                                       | Schülerbergkaserne                                          | Erbaut in den 1870er und 1880er Jahren. Stationierung des Königin-Elisabeth-Garde-Grenadier-Regiments Nr. 3, bis 1914 Pionier-Bataillon v. Rauch Nr. 3, Pionier-Ersatzbataillon Nr. 3, 1919 Reichswehr Pionier Bataillon Nr. 3, 1924–1935 Polizeischule für Leibesübungen, 1935–1939 Luftwaffensportschule. 1945–1994 Berlin Infantry Brigade. |      |
| 09085030     | Wilhelmstadt, Wilhelmstraße 22–24 (Lage)                           | Beamtenwohnhäuser des ehemaligen Festungsgefängnisses       | 1878–1881 |      |
| 09085841     | Wilhelmstadt, Wilhelmstraße 25–30 (Lage)                           | Train-Kaserne (Smuts Barracks)                              | 1885–1886 und spätere Erweiterungen |      |
| 09085583     | Spandau, Grenadierstraße 13–16 Grunewaldstraße 8 (Lage)            | Stresow-Kaserne I                                           | 1860–1862 von Ferdinand Fleischinger (?), Umbau zum Wohnhaus 1920 In der Stresow-Kaserne I (nach der Ortslage Stresow) waren Teile des Garde-Grenadier-Regiment Nr. 5 stationiert. Eine zweite kleinere Kaserne (die Stresow-Kaserne II) befand sich am heutigen Stresowplatz. Das Kasernengebäude baute man nach dem Ersten Weltkrieg erst zum Krankenhaus und später (ab 1940) zu einem Mietshaus um. Ein besonderes Merkmal sind die Laubengänge zur äußeren Erschließung der Wohneinheiten. |      |
| 09080545     | Spandau, Moritzstraße 10 Altstädter Ring, Falkenseer Damm 1 (Lage) | Reithalle und Stallungen der Kaserne Moritzstraße           | um 1892 und um 1910 |      |
| 09080549     | Spandau, Lynarstraße 12 (Lage)                                     | Garnisonlazarett                                            | Garnisonlazarett: 1880–1883 vom Militärfiskus, mit den Häusern 14, 15, 17, 18 |      |
| 09080550     | Spandau, Neuendorfer Straße 1–3 (Lage)                             | Garnison-Waschanstalt, Heeresproviantamt, Garnison-Bäckerei | Garnisonbäckerei und Garnisonwaschanstalt mit Umfassungsmauer 1880; Beamtenwohnhaus und Bäckerei, 1896–1897; Wohnhaus der Waschanstalt, 1915–1916 |      |
| 09085052     | Spandau, Fehrbelliner Straße 29–29c (Lage)                         | Bekleidungsamt des III. Armeekorps                          | 1888 vom Militär-Bauamt. Von den ursprünglich vier Gebäuden wurden im Frühjahr 2015 die drei nördlichen Gebäude abgerissen. |      |
| 09085460     | Spandau, Behnitz 3 (Lage)                                          | Dienstgebäude der Fortifikationsbehörde mit Nebengebäude    | 1868 |      |

### Noch vorhandene Gebäude der Rüstungsindustrie
In dieser Liste sind nur Bauwerke enthalten, die bis 1903 errichtet worden sind.
| Denkmalliste | Lage                                                                              | Offizielle Bezeichnung                                                  | Beschreibung | Bild |
| ------------ | --------------------------------------------------------------------------------- | ----------------------------------------------------------------------- | --- | ---- |
| 09080544     | Hakenfelde, Eiswerderstraße 14, 16–19 (Lage)                                      | Produktionsgebäude des ehemaligen Feuerwerkslaboratoriums               | um 1870 bis vor 1918 |      |
| 09080557     | Hakenfelde, Eiswerderstraße 13 (Lage)                                             | Verwaltungsgebäude der Feuerwerkslaboratorien, Gottlob-Münsinger-Schule | Das Gebäude wurde 1893/1894 zunächst als Mannschaftsunterkunft für Pioniertruppen erbaut und später als Verwaltungsgebäude genutzt. |      |
| 09080543     | Hakenfelde, Neuendorfer Straße 31–37 Eiswerderstraße 1–5, 9 (Lage)                | Militärfiskalische Siedlung                                             | Wohnhäuser und Remise des ehemaligen Feuerwerkslaboratoriums, um 1874–1876 |      |
| 09085826     | Haselhorst, Kleine Eiswerderstraße 14 (Lage)                                      | Erweiterung der Königlichen Pulverfabrik Spandau mit Wasserturm         | Verwaltungstrakt, um 1890; elektrische Zentrale, um 1910 |      |
| 09085530     | Haselhorst, Daumstraße 25/25a (Lage)                                              | Gebäude der Pulverfabrik                                                | Teil eines Speisesaales, 1888 (?); Wohnhaus, um 1917 |      |
| 09085817     | Haselhorst, Telegrafenweg 21 (Lage)                                               | Verkohlungsgebäude der ehemaligen Königlichen Pulverfabrik Spandau      | vor 1859 |      |
| 09085752     | Haselhorst, Rhenaniastraße 35 (Lage)                                              | Maschinenhaus und Siebwerk 2 der ehemaligen Pulverfabrik                | um 1890 |      |
| 09085704     | Haselhorst, (Lage)                                                                | Östlicher Abzugsgraben der ehemaligen Königlichen Pulverfabrik Spandau  | 1832–1837 |      |
| 09085839     | Haselhorst, (Lage)                                                                | Westlicher Abzugsgraben                                                 | 1559–1583, vor 1897 |      |
| 09085845     | Haselhorst, Zitadellenweg 16 (Lage)                                               | Offiziers- und Beamtenwohnhaus der Königlichen Gewehrfabrik             | 1872–1873 |      |
| 09012509     | Haselhorst, Zitadellenweg 20–34 (Lage)                                            | Fabrikgebäude der Gewehrfabrik (Boschwerke) mit Halle 617               | vor 1897; Halle 600–603, vor 1918; Halle 604, nach 1918; Stahlbrücke; Teil des westlichen Abzugsgrabens mit östlichem, westlichem und mittlerem Wehr |      |
| 09085848     | Haselhorst, Zitadellenweg 20g (Lage)                                              | Produktionsbauten der Gewehrfabrik                                      | um 1900 und vor 1918 |      |
| 09012508     | Haselhorst, Zitadellenweg 15–17 (Lage)                                            | Patronenfabrik (?)                                                      | um 1890 Am Juliusturm |      |
| 09085441     | Haselhorst, Am Juliusturm 51–53 (Lage)                                            | Geschossfabrik der Königlichen Wehrfabriken                             | 1901–1903 |      |
| 09085450     | Spandau, Am Schlangengraben 9a–d (Lage)                                           | Artilleriewerkstattgebäude und Nutzholzhäuser                           | Artilleriewerkstattgebäude und Nutzholzhaus II 1862–1868, Nutzholzhaus II 1917 zur Dreherei umgebaut |      |
| 09085703     | Spandau, Obermeierweg 18 (Lage)                                                   | Geschützgießerei Spandau                                                | Neue Bohrwerkstatt mit Einfriedung 1871–1874; Halle II mit Portal und Einfriedung, 1914–1915 Im Jahr 1828 beschloss der preußische Staat den Bau einer neuen Geschützgießerei in Spandau. 1855 wurden die Anlagen soweit fertiggestellt, dass mit der Produktion begonnen werden konnte. Bis zum Ersten Weltkrieg wurde die Geschützgießerei immer wieder umgebaut und erweitert. Von den Gebäuden sind heute nur noch die Bohrwerkstatt (erbaut 1871–1874 im Stil der Berliner Schinkelarchitektur) sowie eine Werkhalle aus der Zeit des Ersten Weltkriegs erhalten geblieben. |      |
| 09085552     | Haselhorst, Feldzeugmeisterstraße 1/2 Gorgasring 1/2 Riensbergstraße 39–42 (Lage) | Arbeiter-Kolonie des Militär-Fiskus                                     | ab 1895–1896 |      |
| 09085825     | Haselhorst, Kleine Eiswerderstraße (Lage)                                         | Kleine Eiswerderbrücke                                                  | 1890er Jahre, gebaut als kombinierte Eisenbahn- und Straßenbrücke |      |
|              | Haselhorst, Am Juliusturm (Lage)                                                  | Militärfiskalische Anschlussbahn                                        | Eisenbahnbrücke über den Grützmachergraben |      |

### Straßennamen
An die Stadtbefestigung erinnern eine Reihe von Straßennamen, Namen von Kleingartenkolonien oder Ortsteilbezeichnungen.
Siehe auch: Liste der Straßen und Plätze in Berlin-Spandau
- Alte Schanze
- Am Fort
- Am Juliusturm
- Am Schlangengraben
- Am Wall
- An der Bastion
- An der Spreeschanze
- Burgwall
- Eckschanze
- Elsgrabenweg
- Falkenhagener Tor
- Grenadierstraße
- Fehrbelliner Tor
- Flankenschanze
- Glacisweg
- Grüner Wall (Havelinsel)
- Havelschanze
- Heidetor
- Hügelschanze
- Juliusturmbrücke
- Kasernenweg
- Kolonie Neuer Exerzierplatz
- Kolonie Alter Exerzierplatz
- Kolonie Burgwallschanze
- Kolonie Schlangengraben
- Lünette
- Mauerstraße
- Möllentordamm
- Oranienburger Tor
- Pulvermühlenweg
- Ruhlebener Schanze
- Schanzenstraße (ehemals)
- Spandauer Burgwall
- Teltower Schanze
- U-Bhf Zitadelle
- Wallbrücke
- Zitadellenbrücke
- Zitadellengraben
- Zitadellenweg

## Festungskommandanten
- 1813–1817: Karl Friedrich Peter von Brockhausen
- 1817–1829: Johann Christian August von Boehler
- 1829–1834: Friedrich Heinrich Ludwig von Pfuel
- 1834–1843: Anton Ludwig von Petery
- 1843–1845: Gustav von Bennigsen
- 1845–1852: Johann Friedrich Weigand
- 1852–1854: Richter[4]
- 1854: 00000Albert August Wilhelm Deetz
- 1855–1859: Paul Maximilian von Roux
- 1859–1864: Ferdinand von Seckendorff
- 1865–1878: Guido Alexander von Streit
- 1878–1883: Barthold von Quistorp
- 1883–1885: Siegfried von Tietzen und Hennig
- 1885–1886: Ernst Eduard von Krause
- 1886–1888: Hermann von Schkopp
- 1888–1893: Schmidt von Knobelsdorf
- 1893–1895: Adolf von Michaelis
- 1895: 00000Franz Anton Neubronn von Eisenburg
- 1895–1896: Hugo von Kotze
- 1896–1902: Karl von Funck
- 1902: 00000Rudolf Pabst von Ohain